# COLLECTION SIMPLE PLUS
『COLLECTION SIMPLE PLUS』（コレクシオン・サンプル・プリュ）は、宝野アリカと片倉三起也による日本の音楽ユニット・ALI PROJECTの3枚目のベストアルバム。2006年7月26日にビクターエンタテインメントから発売された。
タイトルはフランス語読みで、一般的な英語読みとは発音が異なる。

## 概要
前作のベストアルバムからわずか約4か月後という早いリリースとなった。前作は東芝EMIからリリースしたの楽曲のベストアルバムだったのに対し、今作はビクターエンタテインメントからリリースした楽曲のベストアルバムとなっている。その関係で、アニメの主題歌などになった楽曲が多い。
いわゆる「白アリ」から「黒アリ」に到るまでの楽曲が収録されており、その変化を感じ取れるアルバムでもある。
初回限定盤には「亡國覚醒カタルシス」のビデオクリップと「月蝕グランギニョル」のライブ映像が収録されたDVDが付属。通常盤には「亡國覚醒カタルシス orchestral crowd version」が収録されている。

## 収録曲
（全作詞：宝野アリカ、作曲・編曲：片倉三起也）
1. Wish [4:30]
  - 『Wish』テーマソング
  - シングル『Wish』より再録。
2. 夢のあとに après un rêve [4:52]
  - シングル『Wish』のC/W。
  - しばしば、ALI PROJECTのシングル『pastel pure』と旋律が似ていると言われるが、関連性は不明。
3. ピアニィ・ピンク [4:52]
  - 『CLAMP学園探偵団』オープニングテーマ
4. 月夜のピエレット [4:10]
  - シングル『ピアニィ・ピンク』のC/W。
  - 後にセルフ・カヴァーしている。
5. Anniversary of Angel [4:32]
  - 『Wish』イメージソング
  - 『Wish Gift Box:Anniversary of Angel』より収録。
6. 天使に寄す [3:49]
  - 『Wish』イメージソング。
  - 『Wish Gift Box:Anniversary of Angel』より収録。
7. コッペリアの柩  （Noir Ver.） [3:59]
  - 『ノワール』オープニングテーマ
8. après le noir [4:16]
  - シングル『コッペリアの柩』のC/W。
9. 赤と黒 [original ver.] [4:50]
  - 『ノワール』イメージソング
  - 本アルバム以外では、同作品のサウンドトラックにしか収録されていなかった。
  - サビ、アウトロにヘンリク・グレツキの『弦楽四重奏曲第1番 Op. 62』が引用されている。
  - イントロにソフィア・グバイドゥーリナの『T.S.エリオットへのオマージュ』より「第7楽章 罪は避けられない、けれども」の録音音源が利用されている。
10. 月蝕グランギニョル [4:19]
  - 『AVENGER』オープニングテーマ
  - 間奏にスティーヴン・ライニキーの『神々の運命』が引用されている。
11. 未來のイヴ [4:31]
  - 『AVENGER』エンディングテーマ
  - 同名作品にヴィリエ・ド・リラダンの小説がある。また歌詞にメフィストフェレス等が含まれる。
12. 地獄の季節 [4:59]
  - 『AVENGER』最終回エンディングテーマ
  - 同名作品にアルチュール・ランボーの散文詩集がある。
  - 『ペール・ギュント』第1組曲の「山の魔王の宮殿にて」の一部が引用されている。
  - サビ直前にプッチーニ作曲の『ラ・ボエーム』からの引用が見られる。
  - 冒頭にMiguel Manzanoの『Spanish Preludes Del Olor de la Hierbabuena』が引用されている。
13. 亡國覚醒カタルシス [orchestral crowd ver.] [4:37]
通常盤のみ収録。

## 参加ミュージシャン
- Musicians
  - Vocal, Female Chorus：宝野アリカ
  - Keyboards, Synthesizer Programming：片倉三起也
  - Strings：PARIS SAUTE L'ORCHESTRE
  - Violin：渡辺剛
  - Flugel Horn：数原晋
  - E.Guitar：古川望 / 梶原順
  - A.Guitar：古川望 / 梶原順 / 伊丹雅博
  - Piano：倉田信雄
- 亡國覚醒カタルシス [orchestral crowd ver.]
  - Strings：RUSH by 加藤高志
  - Flute：高桑英世／岩佐和弘
  - Oboe：浦丈彦
  - Clarinet：山根公男
  - Fagotto：森田格
  - F.Horn：丸山勉／日高剛／村中美菜
  - Trumpet：ANTONIO MARTI
  - Trombone：中川英二郎
  - C.Percussion：草刈とも子／小竹満里
  - Piano：細田真子
  - Chorus：Tokyo Philharmonic Chorus

## クレジット
| Performed by ALI PROJECT   | Performed by ALI PROJECT                                            |
| Music Staffs               | Music Staffs                                                        |
| -------------------------- | ------------------------------------------------------------------- |
| Producer                   | 石川吉元（Victor Entertainment, Inc）                               |
| Mixed by                   | 瀧田二朗 / 田中栄一 / 内藤重利                                      |
| Recorded by                | 瀧田二朗 / 田中栄一 / 内藤重利 / 阿部利幸                           |
| Recorded at                | Wonder Station、Somewhere、MIT、Victor 山中湖Studio、Z'd            |
| Recorded at                | MEGA STUDIO、GREEN BIRD、Sound City、Fine                           |
| Recorded at                | Flamingo Sound、Zazou music shed                                    |
| Mastered by                | 山崎和重（FLAIR）                                                   |
| 制作協力                   | 大渕康之 / 太田敏明 / 寒河江勇次 / 間宮灣マリ / 関谷典子 / 金井良成 |
| Staffs                     |                                                                     |
| Promoter                   | 宮井紫帆（Victor Entertainment, Inc）                               |
| Sales Promoter             | 山下宏、佐藤正和（Victor Entertainment, Inc）                       |
| Manager                    | 小松茂明、野崎圭一（Victor Entertainment, Inc）                     |
| Senior Manager             | 佐々木史朗（Victor Entertainment, Inc）                             |
| Art Staffs                 |                                                                     |
| Art Direction and Designer | 吉野磨衣子（Plus KAIROS）                                           |
| Art Coordinator            | 麻田亮                                                              |
| Photographer               | Vincent Huang                                                       |
| Assistant                  | 小田島崇                                                            |
| Hair & Make Up artist      | ヤマダイサオ（JET）                                                 |
| Assistant                  | 酒井智子                                                            |
| Stylist                    | 渋谷ケイコ（少女貴族）                                              |
| Prop Decoration            | marsha                                                              |
| Editorial Coordinator      | 野田晶子（Victor Entertainment, Inc）                               |
|                            |                                                                     |
| Special Thanks to          | CLAMP,KOUICHI MASHIMO,BANDAI VISUAL,BANDAI, BANDAI NAMCO GAMES      |
| Special Thanks to          | KADOKAWA SHOTEN,TV TOKYO, TV TOKYO MUSIC PUBLISHING                 |
| Special Thanks to          | NICOLAS & CHRISTEL & CHRISTOF                                       |